# 浜田ゴルフリンクス
浜田ゴルフリンクス（はまだゴルフリンクス）は、島根県浜田市にあるゴルフ場である。

## 概要
「浜田ゴルフリンクス」は、島根県の西部、日本海に面し、江戸時代には、山間部を津和野藩、海岸部を浜田藩が統治した城下町の浜田市に所在する。明治時代には歩兵第21連隊の衛戍地が置かれ、山陰を代表する軍都として機能した浜田の、山陰を代表する水産都市の機能がうかがえるロケーションに本ゴルフ場は位置している。。
1970年（昭和45年）代中期、新たなゴルフ場の建設に向けて、建設用地の浜田市北沢地区に、コース設計は株式会社熊谷組の古門廣幸が行い、18ホール規模のゴルフ場の造成工事が着工された新たなゴルフ場の建設に向けて始動したことに始まる。1997年（平成9年）6月1日、18ホールの造成工事が完了し、開場された。
コースは、日本海を眼下に望む丘陵コースで、各ホールとも完全にセパレートされ、表情豊かな戦略性に富んだレイアウトである。バックティから7,000ヤードを超える山陰屈指のチャンピオンコースで、コースレートは73.2、県内で2番目に難しいゴルフ場である。日本海の波をイメージさせる大小のアンジュレーションを施したフェアウェイと、要所には池が配置されている。

## 所在地
〒697-0005 島根県浜田市上府町イ1188番地

## コース情報
- 開場日 - 1997年6月1日
- 設計者 - 株式会社 熊谷組・古門廣幸
- 面積 - 1,460,000m2（約44.1万坪）
- コースタイプ - 丘陵コース
- コース - 18ホールズ、パー72、7,077ヤード、コースレート74.3
- フェアウェー - コウライ
- ラフ - ノシバ
- グリーン - 1グリーン、ニューベント
- ハザード - バンカー54、池が絡むホール4
- ラウンドスタイル - 全組セルフプレー、乗用カート(5人乗り)自走式、希望すればツーサム可
- 練習場 - 14打席260ヤード
- 休場日 - 年中無休[3][4][5]

## クラブ情報
- ハウス面積 - 2,402m2（726.6坪）
- ハウス設計 - 株式会社 熊谷組
- ハウス施工 - 株式会社 熊谷組[4][5]

## ギャラリー
- コース - 「浜田ゴルフリンクス」、コースレイアウト、2021年10月27日閲覧
- ハウス - 「浜田ゴルフリンクス」、レストラン、2021年10月27日閲覧

## 交通アクセス
- 鉄道 - 山陰本線（JR西日本） - 浜田駅より タクシー利用 約15分[6]
- 道路 - 山陰自動車道 - 浜田東ICより 2Km[6]

## 関連文献
- 『ゴルフ場ガイド 西版』、2006-2007、「浜田ゴルフリンクス」、東京 ゴルフダイジェスト社、2006年5月、2021年10月27日閲覧